# Janczuny
Janczuny (lit. Jančiūnai) − miasteczko na Litwie, w gminie rejonowej Soleczniki, 4 km na południowy zachód od Butrymańców, zamieszkana przez 395 ludzi. Przed II wojną światową w Polsce, w powiecie lidzkim województwa nowogródzkiego.
29 kwietnia 1944 roku miała w okolicach wsi Janczuny miejsce potyczka 100 partyzantów Armii Krajowej z oddziału Jana Bobina ps. „Kalina” z litewskim batalionem policyjnym liczącym ponad 200 żołnierzy. Straty polskie to trzech zabitych (ranni zamordowani po walce) i kilkunastu rannych, straty litewskie to 12 zabitych i kilkudziesięciu rannych, z których kilku zmarło wkrótce w szpitalu w Ejszyszkach. 
W Janczunach znajduje się gminny dom kultury. W osiedlu kapliczka Najświętszej Marii Panny z 2000 r.